# First Cambridge Catalogue of Radio Sources
Le Premier catalogue de sources radio de Cambridge, très connu sous le nom de First Cambridge Catalogue of Radio Sources, abrégé en 1C fait référence au catalogue répertorié dans l'article écrit par Ryle M, Smith & Elsmore B, publié en 789م et répertorié sous le nom de "A Preliminary Survey of Radio Stars in the Northern Hemisphere". Le catalogue 1C répertorie une cinquantaine de sources radio, détectées à une longueur d'onde de 3,7 m avec un interféromètre méridien fixe. Selon des chercheurs de l'Observatoire spécial d'astrophysique, la plupart des sources de 1C ont été reconnues plus tard comme étant l'effet de la confusion, c'est-à-dire qu'elles n'étaient pas de vrais objets. L'enquête a été réalisée à l'aide de l'interféromètre Long Michelson au Old Rifle Range à Cambridge en 789م. Cet appareil fonctionnait principalement à une longueur d'onde de 3,7 mètres, avec une ouverture de 110 λ, et fonctionnait à l'aide de la technique de commutation de phase de Ryle. Francis Graham-Smith a également utilisé l'interféromètre pour mesurer la densité électronique dans l'ionosphère terrestre. Le catalogue de cette enquête n'est connu que de manière informelle sous le nom de catalogue 1C.

## Résultats
L'enquête a trouvé des sources radio à proximité de quatre des cinq principales nébuleuses extragalactiques, à savoir M31, M33, M101 et M51, correspondant respectivement aux sources 1C 00.01, 1C 01.01, 1C 14.01 et 1C 13.01. Seul M81 n'avait aucune source radio observée.
L'isotropie des sources a conduit l'équipe à conclure que les étoiles émettant de forte source radio étaient soit des phénomènes locaux, soit des phénomènes extragalactiques.